# Belagerung von Kanpur

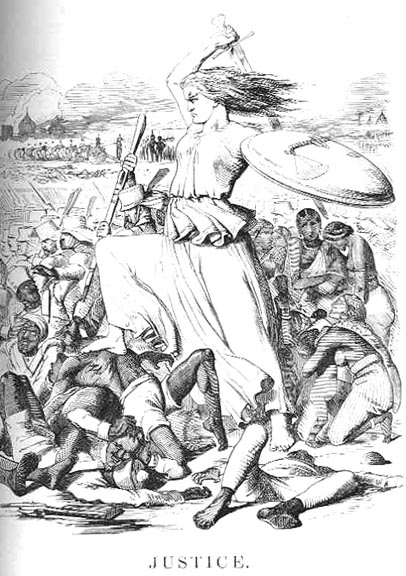
Gerechtigkeit - zeitgenössische Karikatur im Magazin Punch

Die Belagerung von Kanpur ist ein Ereignis im Rahmen des Indischen Aufstands von 1857. In der Garnison von Kanpur verschanzte britische Militärs, Beamte und Zivilpersonen wurden dabei über mehrere Wochen von aufständischen indischen Truppen unter Leitung von Nana Sahib belagert. Nach langem schweren Beschuss, bei dem eine große Zahl der Verschanzten ums Leben kam, nahmen die in der Garnison befindlichen Militärs die von Nana Sahib angebotenen Kapitulationsbedingungen an. Diese versprachen einen freien Abzug. Bei der Besteigung der Boote am Gangeshafen Sati Chowra eröffneten die indischen Truppen jedoch das Feuer. Die überlebenden britischen Männer wurden nahezu alle an Ort und Stelle erschossen. Nur einer Handvoll gelang die Flucht. Etwa 125 britische Frauen und Kinder überlebten und wurden zurück nach Kanpur gebracht. In Kanpur wurden sie gemeinsam mit anderen britischen Flüchtlingen – überwiegend ebenfalls Frauen und Kinder – in einem Haus mit der Bezeichnung Bibighar eingesperrt. Kurz bevor britische Truppen Kanpur eroberten, wurden diese Gefangenen – insgesamt 73 Frauen und 124 Kinder – mit Äxten und Beilen erschlagen.
Für die britische Öffentlichkeit waren die in Kanpur erfolgten Massaker ein Ereignis traumatischen Ausmaßes, das sie stärker beschäftigte als der an Opfern deutlich verlustreichere Krimkrieg. Zeitgenossen wie der angesehene Historiker George Trevelyan bezeichneten die Belagerung als „die schrecklichste Tragödie unseres Zeitalters“ oder „das größte Desaster für unsere Rasse“. Gemeinsam mit der Belagerung von Lakhnau zählen die Ereignisse in Kanpur noch heute aus britischer Sicht zu den „großen Opferdramen“ des Aufstands. Das im Anschluss an die Belagerung erfolgte Massaker an wehrlosen Frauen und Kindern ließ die Briten ihre bislang schon sehr aggressive Kriegsführung nochmals deutlich verschärfen und zu harten Repressionsmaßnahmen greifen. Diese fanden zunächst in der britischen Öffentlichkeit breite Zustimmung. So forderten einzelne als Vergeltungsmaßnahme für das in Kanpur erfolgte Massaker die völlige Zerstörung von Delhi und die Hinrichtung aller, die in irgendeiner Weise mit dem Aufstand assoziiert waren. Es mehrten sich allerdings bereits kurz nach 1857 auch in der britischen Öffentlichkeit Stimmen, die die Repressalien als unangemessen beurteilten.

## Verlauf

### Nana Sahib

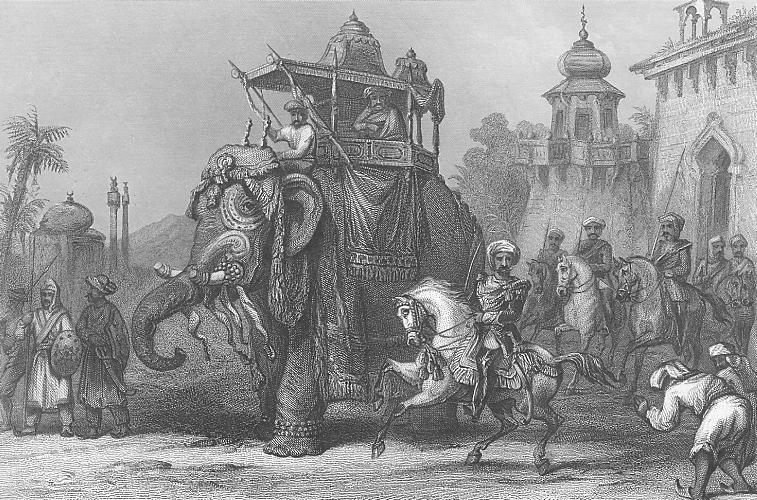
Nana Sahib zieht mit seiner Eskorte den aufständischen indischen Truppen entgegen

Den Aufstand in Kanpur führte der etwa 35-jährige Brahmane Nana Sahib an, ein Adoptivsohn von Baji Rao II., dem letzten Peshwa von Pune. Pune zählte zu den bedeutenderen Marathen-Fürstentümern, sein Herrscher Baji Rao war jedoch von den Briten entthront und in Bithur exiliert worden. Er erhielt bis zu seinem Tode im Jahre 1851 von den Briten eine großzügige jährliche Pension. Seinem Adoptivsohn und Erben Nana Sahib verweigerten die Briten dagegen die Fortsetzung dieser Pensionszahlung. In seinem Ehrgefühl fühlte sich Nana Sahib zudem gekränkt, weil die Briten ihn nicht wenigstens nominell als Maharaja von Bithur anerkannten.
Nach dem Ausbruch des Aufstands hatten sich Aufständische mit der Bitte an Nana Sahib gewandt, eine führende Rolle im Aufstand zu übernehmen. Nach anfänglichem Zögern erklärte er sich zunächst bereit, Sepoy-Truppen auf ihrem Weg nach Delhi anzuführen. Mitglieder seines Hofes brachten ihn jedoch davon ab, sich als hochrangiger Hindu dem muslimischen Großmogul in Delhi zu unterstellen. Nach der Beendigung des Aufstands gefundene Papiere legen nahe, dass Nana Sahib in Erwägung zog, nicht nur den Thron seines Adoptivvaters zurückzuerobern, sondern auch angrenzende Fürstentümer zu seinen Vasallen zu machen. Die Eroberung der an der Verbindungsstraße zwischen Delhi und Benares liegenden Stadt Kanpur sollte dazu der erste Schritt sein.

### Kanpur und General Wheeler
Das am Westufer des Ganges liegende Kanpur war im Laufe des 18. Jahrhunderts durch die britische Ostindien-Kompanie als Garnison gegründet worden. Die hier stationierten indischen Truppen umfassten 1857 drei Infanterieregimenter, ein Kavallerieregiment und eine Kompanie Artillerie. Insgesamt betrug die Stärke der indischen Truppen rund 3.000 Mann. Etwa 300 britische Soldaten taten in Kanpur Dienst. Der befehlshabende Offizier war der mit einer Inderin verheiratete General Hugh Wheeler. Anfang Juni war General Wheeler noch so überzeugt davon, dass die indischen Truppen loyal bleiben würden, dass er fünfzig seiner Soldaten und zwei Offiziere nach Lakhnau entsendete, wo man einen Aufstand befürchtete. Sollte es doch zu einem Aufstand kommen, war er außerdem der Auffassung, dass die Truppen nach Delhi, dem Zentrum des Aufstands abziehen würden. General Wheeler hatte daher wenig Nahrungsvorräte eingelagert und nur wenige Anstrengungen unternommen, seine Garnison für eine mögliche Belagerung herzurichten. Als sich die Anzeichen für einen Aufstand jedoch mehrten, zogen sich die in der Stadt lebenden Europäer und Eurasier hinter die Schanzeinrichtungen der Garnison zurück. In der Nacht des fünften Juni kam es dann zum Aufstand, der sehr schnell alle indischen Truppen in Kanpur erfasste. In der Garnison waren zu diesem Zeitpunkt knapp 1000 Menschen versammelt. Neben den 300 europäischen Soldaten zählten dazu etwa weitere einhundert europäische Männer, achtzig loyal gebliebene Sepoys, vierhundert Frauen und Kinder und eine Reihe indischer Bediensteter. Ein Angriff auf die in der Garnison Verschanzten blieb zunächst aus, weil die Aufständischen zuerst die verlassenen Häuser in der Stadt plünderten. Die Verteidiger waren ausreichend mit Musketen und Munition ausgestattet. Ihnen standen jedoch nur wenige Geschütze für ihre Verteidigung zur Verfügung.

### Verlauf der Belagerung

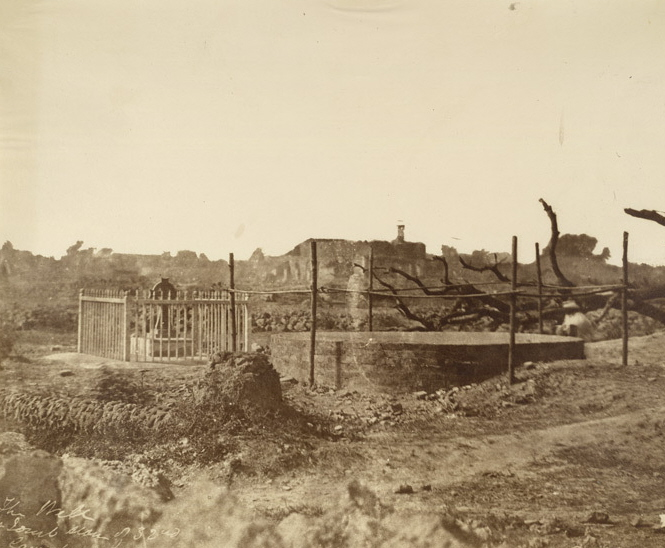
Der Brunnen in Kanpur, in den die Körperteile der erschlagenen britischen Frauen und Kinder geworfen wurden.

Nana Sahib verfügte dagegen nicht nur über eine sehr große Armee, die in den nächsten Tagen durch indische Freiwillige verstärkt wurde, sondern auch über ausreichend Artillerie. Der Beschuss der Garnison führte sehr schnell zu hohen Verlusten unter den dort Verbarrikadierten. Keines der Garnisonsgebäude war ausreichend stabil gebaut, um gegen Artilleriebeschuss zu bestehen, so dass die Belagerten nirgendwo Schutz vor dem Bombardement fanden. Es fehlte an Wasser und Nahrungsmitteln. Nachdem ein Teil der Garnison zerschossen worden war, waren die Belagerten der unerträglichen Sonneneinstrahlung zu einem großen Teil schutzlos ausgesetzt.
Bis zum schwersten Angriff auf die Belagerten war bereits ein Drittel der in der Garnison Verschanzten verstorben. Nur ein kleiner Teil der Toten konnte innerhalb der Garnison beerdigt werden. Etwa 350 Leichen wurden nachts in einen Brunnen geworfen, der für die Trinkwasserversorgung der Belagerten nicht verwendet werden konnte. Die Überlebenden waren in einem beklagenswerten Zustand. Die überwiegende Anzahl war krank oder verwundet. Kaum jemand verfügte noch über vollständige Kleidung. Seit dem Beginn der Belagerung hatte sich aus Wassermangel keiner der dort Verschanzten waschen können. Unerträglicher als der Geruch der verschwitzten Leiber war jedoch der Leichengeruch, der aus den Gräben vor der Garnison hervorstieg. Er zog große Scharen von Fliegen an, der die Überlebenden ständig belästigte. Eine Reihe der Belagerten, insbesondere unter den Frauen, wurde wahnsinnig.
In der Hoffnung auf Verstärkung aus Lakhnau hielten die Belagerten bis zum 25. Juni durch. Die Kapitulationsbedingungen, die ihnen Nana Sahib bot, waren bei General Wheeler allerdings auf Skepsis gestoßen. Sie lauteten:
Alle, die in keiner Weise mit den Taten von Lord Dalhousie zu tun haben und die bereit sind, ihre Waffen niederzulegen, werden sicher nach Allahabad abziehen können
Offiziere legten General Wheeler die Kapitulation nahe, da sie davon überzeugt waren, dass mit dem Einsetzen der unmittelbar bevorstehenden Regenzeit die Garnison nicht mehr zu verteidigen sei. Sie konnten allerdings verbesserte Abzugsbedingungen aushandeln. Boote sollten für ihren Abzug nach Allahabad bereitgestellt werden. Für den Weg bis zur Abzugsstelle sollten für die Verletzten sowie die Frauen und Kinder Karren und Elefanten zur Verfügung gestellt werden. Die Abziehenden sollten auch nicht entwaffnet werden. Während die Briten die Boote bestiegen, eröffneten indische Truppen das Feuer, zahlreiche Briten kamen dabei ums Leben. Es lässt sich heute nicht mehr klären, ob es sich bei dem Vorfall am Gangesufer um einen gezielten Hinterhalt handelte oder ob die indischen Truppen auf Grund eines Missverständnisses das Feuer eröffneten. Die überlebenden britischen Männer wurden an Ort und Stelle hingerichtet. Etwa 125 überlebende Frauen und Kinder wurden als Gefangene nach Kanpur zurückgebracht, wo sie gemeinsam mit anderen britischen Flüchtlingen – ebenfalls überwiegend Frauen und Kinder, die der Belagerung von Fatehgarh entflohen waren – im Bibighar inhaftiert wurden. Zwei junge Frauen, Eliza Wheeler und Amelia Horne, wurden dagegen von aufständischen Soldaten entführt. Das (vorgebliche) Schicksal von Eliza Wheeler, der jüngsten Tochter von General Hugh Wheeler und seiner indischen Frau, beschäftigte die Phantasie ihrer viktorianischen Zeitgenossen sehr stark und war Gegenstand zahlreicher späterer Bühnenstücke und Essays. Kolportiert wurde, dass Eliza Wheeler ihren Entführer und mehrere seiner Familienangehörigen umbrachte und anschließend Selbstmord beging, indem sie sich in einen Brunnen warf.

### BiBi Ghar
"Bibi Ghar" war ein Frauenhaus am Flussufer, das von Elitefrauen geleitet wurde. Anfangs überlebten etwa 120 Kinder und Frauen, aber im Laufe der Zeit stieg die Anzahl der überlebenden Kinder und Frauen an. Zuerst wurden sie auf das Anwesen von Nana Sahib gebracht und dann im Bibi-Haus eingesperrt. Frauen und Kinder aus benachbarten Städten und Dörfern wurden weiterhin gefangen genommen, und die Zahl stieg auf über 200. Die Betreuung dieser Gefangenen wurde einer Frau aus der Hussaini anvertraut, die sich um sie kümmerte.

### Das Massaker im Bibighar
Als sich britische Truppen unter Befehl von Henry Havelock und James Neill Kanpur näherten, ließ Nana Sahib die nach Kanpur gebrachten Frauen und Kinder umbringen. Da sich seine Truppen dieser Tat verweigerten, wurden im Basar von Kanpur Metzger requiriert, die die Frauen und Kinder mit Schwertern, Äxten und Beilen erschlugen. Von einem der Henker wird berichtet, er habe zwei Mal ein neues Schwert benötigt, bevor alle Frauen und Kinder im Bibighar abgeschlachtet waren. Die Hinrichtung dauerte mehr als eine Stunde und selbst dann waren noch nicht alle tot. Man ließ die Toten und Sterbenden während der Nacht liegen. Am nächsten Morgen sollen noch drei Frauen und drei Jungen gelebt haben. Sie wurden ebenso wie die Toten in einen Brunnen geworfen, bis dieser gefüllt war. Die übrigen Leichenteile wurden in den Ganges geworfen. Henry Havelock traf mit seinen Truppen einen Tag nach diesem Vorfall in Kanpur ein und fand an der Stelle der Massenexekution noch Kleiderreste, Haare und einzelne Körperteile. Der Vorfall war für die britischen Truppen der Anlass, den bislang schon sehr grausam geführten Vergeltungsfeldzug mit noch größerer Härte zu führen.

## Die Belagerung von Kanpur in zeitgenössischen Schriften
Die von indischen Aufständischen erfolgreich durchgeführte Belagerung von Kanpur und die Ermordung der wehrlosen Frauen und Kinder im Bibighar war ein Ereignis, dessen Wirkung auf die viktorianischen Briten Christopher Herbert als traumatisch bezeichnet. Unmittelbar nach den Ereignissen erschienen zahlreiche Schriften über dieses Erlebnis und die britische Öffentlichkeit setzte sich während der gesamten 2. Hälfte des 19. Jahrhunderts mit diesen Vorfällen auseinander. Christopher Herbert bezeichnet eine Reihe der Schriften als semipornographisch, weil sie in blutrünstigen Details und in für viktorianische Verhältnisse ungewöhnlich graphischen Details die (häufig nur erfundenen) Vergewaltigungen und Misshandlungen von Frauen schildern. Davon hebt sich insbesondere die Monographie „Cawnpore“ von Sir George Trevelyan ab, die im Jahre 1865 erschien. Diese setzt sich sehr viel objektiver und in neutralerem Ton mit den Ereignissen auseinander, obwohl auch bei George Trevelyan die Auseinandersetzung mit den eigentlichen Ursachen des Aufstands – die Landnahme durch die Briten, die Anwendung der Doctrine of Lapse, die Christianisierungsanstrengungen in Indien sowie die beabsichtigte und unbeabsichtigte Verletzung religiöser Gefühle von Hindus und Moslems – nicht behandelt wird. Trotz dieser vergleichsweisen Neutralität unterstellt George Trevelyan in seinem Buch den Briten ein moralisches Handeln, verglichen mit einem grausamen Vorgehen auf indischer Seite. Trevelyan feiert die in der Garnison belagerten als unsterbliche Helden und stellt insbesondere die Heldentaten Einzelner hervor, wie etwa die des Zivilisten John Mackillop, der für die in der Garnison Befindlichen unter größter Lebensgefahr Wasser aus dem Brunnen holte.

## Einzelbelege
1. 1 2   Dalrymple, S. 303
2. ↑   siehe dafür die ausführliche Studien von Christopher Herbert: War of no Pity. The Indian Mutiny and Victorian Trauma, Princeton University Press, Princeton 2008, ISBN 978-0-691-13332-4
3. ↑   Beide Zitate stammen aus George Trevelyan: Cawnpore, 1865 - zitiert nach Herbert, S. 183
4. ↑   Ward, S. 243
5. ↑   James, S. 234
6. ↑   Eine ausführlichere Charakterisierung von Nana Sahib findet sich bei Hibbert, S. 172–177.
7. ↑   Hibbert, S. 168f
8. 1 2   Hibbert, S. 177
9. ↑   James, S. 248
10. 1 2   David (2006), S. 310
11. ↑   Ward, S. 241
12. ↑   Hilbert, S. 189
13. ↑   Herbert, S. 148 und S. 149
14. ↑  Bibi Ghar Massacre, The Day Satan Didn't Descend on Earth, Beasts Ruled. 30. Oktober 2023, abgerufen am 17. März 2024 (amerikanisches Englisch).
15. 1 2   David (2006), S. 316
16. ↑   Herbert, S. 4
17. ↑   siehe dazu Christopher Herbert: War of no Pity. The Indian Mutiny and Victorian Trauma, Princeton University Press, Princeton 2008, ISBN 978-0-691-13332-4
18. ↑   Herbert, S. 183